# Colle del Loo
Il Colle del Loo (in Greschòneytitsch, Lòòcoll - 2.452 m s.l.m.) è un valico alpino delle Alpi Pennine che collega la Valle del Lys con la Valsesia.

## Descrizione

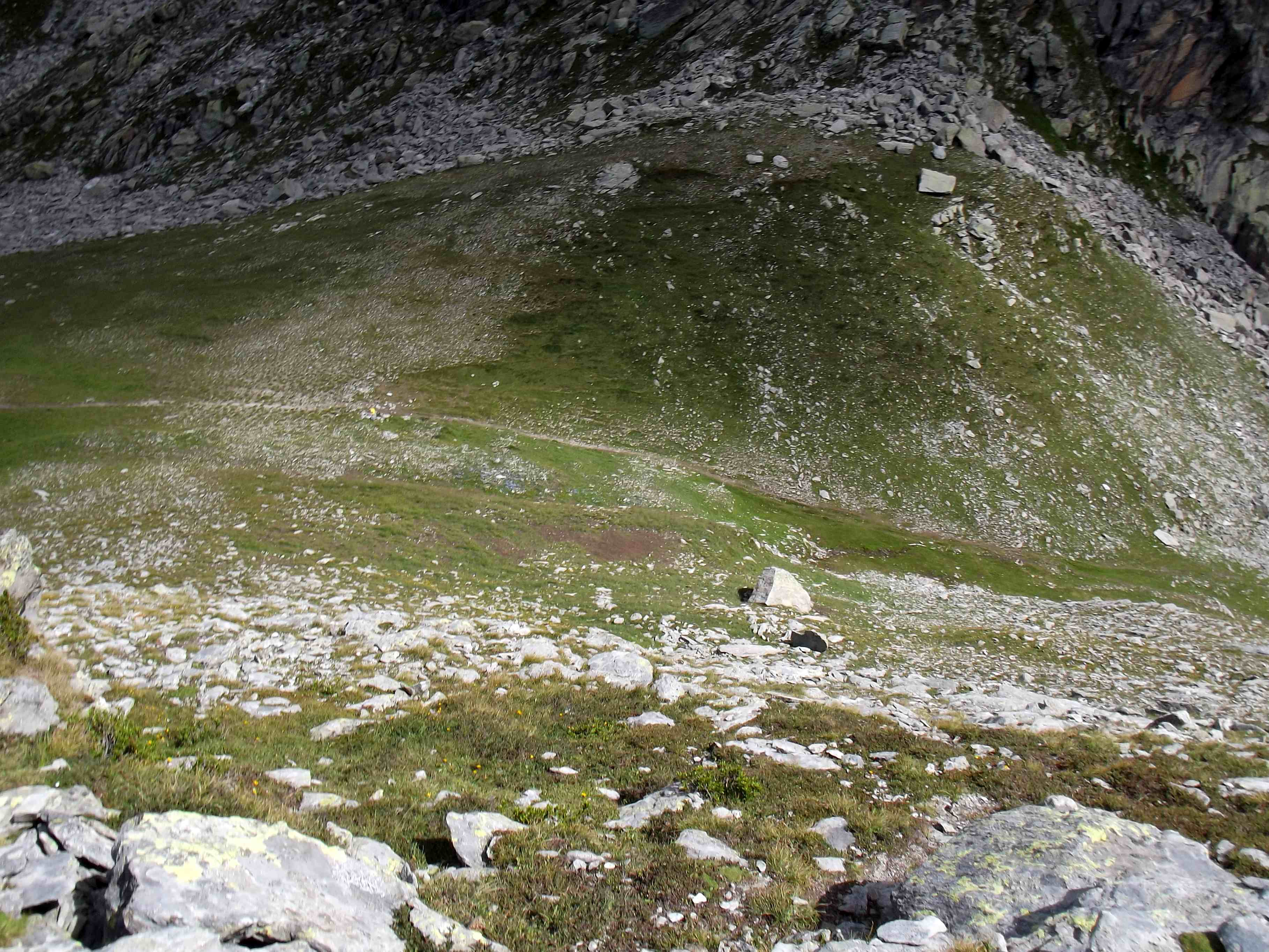
Vista dalla cresta N della punta Lazoney.

Il colle si apre tra la punta Lazoney, a sud, e il monte Cossarello, a nord del punto di valico.
Dal punto di vista orografico separa nelle Alpi Pennine le Alpi del Monte Rosa dalle Alpi Biellesi e Cusiane.
Nel versante valsesiano del colle nasce il torrente Sorba.

## Accesso al colle
Si può salire al valico partendo dalla frazione Steina di Gressoney-Saint-Jean. Si passa subito nella frazione Loomatten e poi si risale il vallone del torrente Loo. Si può inoltre salire al colle sia da Rassa che dal comune biellese di Piedicavallo, transitando in questo caso per il colle della Mologna Grande e il colle Lazoney.

## Trail running
Per la colle transita il Trail del Bangher, evento di trail running inaugurato nel 2006. Si tratta di una corsa podistica ad anello dello sviluppo di 27 km con 2.200 m di dislivello positivo, organizzata dall'UISP di Biella. Il suo nome ricorda Pietro Bangher, un famoso brigante di origini trentine che operò nella zona a cavallo tra Ottocento e Novecento.